# Luis Reyes Ayala
Luis Reyes Ayala (* 1914 in Guadalajara; † 27. Januar 2008 ebenda) war ein mexikanischer Fußballspieler, der bei verschiedenen Vereinen seiner Heimatstadt Guadalajara unter Vertrag stand und auch der Auswahlmannschaft von Jalisco angehörte, die zwischen 1940 und 1943 in der Primera Fuerza spielte.

## Biografie
Seine Fußballerlaufbahn begann in den Jugendmannschaften von Atlético Latino, einem Verein aus Guadalajaras Stadtteil Barranquitas. 1938/39 wechselte er zu Deportivo SUTAJ und spielte zwischen 1940 und 1943 für die Selección Jalisco. Als diese nach Einführung des Profifußballs aufgelöst wurde, wechselte er zum CD Guadalajara, für den er bis 1948 in der neu eingeführten Primera División spielte. In den fünf Spielzeiten mit Guadalajara in der Profiliga erzielte er 39 Treffer.

## Trivia
Seine drei Söhne Salvador, Alfredo und Luis waren ebenfalls Profifußballspieler. Luis spielte für Atlas, León und Zacatepec, während Alfredo ebenfalls beim CD Guadalajara unter Vertrag stand und später zum Deportivo Toluca FC wechselte. Der herausragende Spieler unter den drei Brüdern war Salvador Reyes, der mit seinen 122 Toren ein immens wichtiger Bestandteil jener Mannschaft des CD Guadalajara war, die zwischen 1957 und 1965 sieben Meistertitel gewann und unter der Bezeichnung Campeonísimo in die mexikanische Fußballgeschichte eingegangen ist.